# Envalior
Envalior ist ein 2023 gegründetes Gemeinschaftsunternehmen und Anbieter von technischen Kunststoffen. Es entstand aus dem Joint Venture von Lanxess (40 %) und Advent (60 %) und dem Erwerb der Kunststoffsparten von DSM.

## Portfolio
Das Produktspektrum von Envalior umfasst sowohl Zwischenprodukte für die Kunststoffherstellung als auch Compounds auf der Basis von Polyamiden unter den Marken Akulon, Durethan und Novamid, Polybutylenterephthalaten als Arnite und Pocan sowie diverser Hochleistungspolymere wie z. B. PA46, PPA und PPS.